# 波斯尼亞和黑塞哥維那航空
波斯尼亞和黑塞哥維那航空（B&H Airlines），前名，是一家總部位於波斯尼亞和黑塞哥維那首都薩拉熱窩的國家航空公司，以薩拉熱窩國際機場作為樞紐。